# Acacia rubiginosa
Acacia rubiginosa é uma espécie de leguminosa do gênero Acacia, pertencente à família Fabaceae.